# Gabinet Andrew Johnsona
Gabinet Andrew Johnsona – został powołany i zaprzysiężony w 1865.

## Skład
| Departament/Funkcja | Zdjęcie | Imię i nazwisko     | Kadencja  |
| ------------------- | ------- | ------------------- | --------- |
| Prezydent           |         | Andrew Johnson      | 1865–1869 |
| Wiceprezydent       |         | wakat               | 1865–1869 |
| Sekretarz stanu     |         | William H. Seward   | 1865–1869 |
| Skarb               |         | Hugh McCulloch      | 1865–1869 |
| Wojna               |         | Edwin M. Stanton    | 1865–1868 |
|                     |         | John Schofield      | 1868–1869 |
| Sprawiedliwość      |         | James Speed         | 1865–1866 |
|                     |         | Henry Stanbery      | 1866–1868 |
|                     |         | William M. Evarts   | 1868–1869 |
| Poczta              |         | William Dennison    | 1865–1866 |
|                     |         | Alexander Randall   | 1866–1869 |
| Marynarka wojenna   |         | Gideon Welles       | 1865–1869 |
| Zasoby wewnętrzne   |         | John Palmer Usher   | 1865      |
|                     |         | James Harlan        | 1865–1866 |
|                     |         | Orville H. Browning | 1866–1869 |